# 角果胡椒
角果胡椒（学名：Piper pedicellatum）是胡椒科胡椒属的植物。分布在印度、孟加拉、越南以及中国大陆的云南等地，多生长在密林中，目前尚未由人工引种栽培。